# Амбар у Шиду, Ул. Змај Јовиној 62
 Амбар у Шиду, Ул. Змај Јовиној 62 јесте грађевина и непокретно добро као споменик културе Републике Србије. Налази се у Шиду. Саграђен је у другој половини 19. века. За споменик културе проглашена је 1999. Налази се у приватном власништву.

## Опште информације
Амбар је од дрвета. Складних је димензија, беѕ трема, добро је очуван и иѕгледа декоративно. Архитектонски представља традиционалну народну архитектуру.
Објекат је одигнут од земље и постављен на соклу од цигаља у висини од 1 м. Има функцију складиштење и чувања зрнасте хране.